# Stenosphenus rubidus
Stenosphenus rubidus là một loài bọ cánh cứng trong họ Cerambycidae.